# Zelenîi Hai (Vasîlivka), Petropavlivka
Zelenîi Hai (în ucraineană Зелений Гай) este un sat în comuna Vasîlivka din raionul Petropavlivka, regiunea Dnipropetrovsk, Ucraina.

## Demografie
Componența lingvistică a localității Zelenîi Hai
     Ucraineană (84,62%)
     Rusă (15,38%)
Conform recensământului din 2001, majoritatea populației localității Zelenîi Hai era vorbitoare de ucraineană (84,62%), existând în minoritate și vorbitori de rusă (15,38%).